# 柯克林 (印地安納州)
柯克林（英語：Kirklin）是一個位於美國印地安納州克林頓縣的城鎮。

## 地理
柯克林的座標為40°11′38″N 86°21′36″W / 40.19389°N 86.36000°W，而該地的平均海拔高度為280米（即919英尺）。

## 人口
根據2010年美國人口普查的數據，柯克林的面積為1.06平方千米，當中陸地面積為1.06平方千米，而水域面積為0.00平方千米。當地共有人口788人，而人口密度為每平方千米743人。